# Cecilia Sosa
Cecilia Sosa Gómez (Caracas, Venezuela, 10 de junio de 1943) es una política y jurista venezolana. Fue precandidata presidencial para las elecciones de 2006 y 2012, además fue magistrada desde 1989 hasta su renuncia el 24 de agosto de 1999, de la Corte Suprema de Justicia. 

## Biografía

### Formación académica
Egresada como abogada de la Universidad Central de Venezuela (UCV) en octubre de 1967, posteriormente obtiene la Maestría en Planificación y el Título de Doctor en Ciencias Administrativas en la Universidad de París (La Sorbonne), diplomada por la Escuela de Altos Estudios de Ciencias Sociales de París, obteniendo el Título de Planificación Prospectiva y visiting felow, en la Cátedra Andrés Bello del St. Anthony College (Oxford, Inglaterra).

### Trayectoria

#### Académica
En el área de docencia ha sido catedrática de Derecho Administrativo en la UCV y la Universidad Católica Andrés Bello. Ha sido directora del Instituto de Investigaciones Jurídicas de la Universidad Católica Andrés Bello.

#### Judicial
Se ha desempeñado como Conjuez, Presidente de la Corte Primera de lo Contencioso Administrativo (1986-1989) y Magistrado (1989-2000). Una vez designada Magistrado de la República de Venezuela, llegó a ser la primera mujer en presidir una Corte suprema en el continente americano, la cual ejerció por cuatro períodos consecutivos (1996-2000), además de haber estado simultáneamente en la presidencia de la Sala Político Administrativa. Como Magistrado fue la encargada de enjuiciar al presidente Carlos Andrés Pérez por malversación de fondos públicos.
El  24 de agosto de 1999 siendo presidente de la Corte Suprema de Justicia de Venezuela, Sosa renunció a su cargo y denunció el fin del Estado de Derecho, negándose a subordinar a la Asamblea Nacional Constituyente.
Se convirtió en pertinaz opositora del presidente Hugo Chávez. Fue acusada de ser firmante del Acta de Constitución del Gobierno de Transición Democrática y Unidad Nacional.

#### Política
Se postuló como precandidata por el Partido Federal Republicano a la presidencia en las elecciones del 3 de diciembre de 2006, pero declinó a favor del consensuado opositor Manuel Rosales quien luego y, pese a declarar públicamente que las elecciones no habían sido limpias, aceptó la derrota cuando la tendencia estadística de los votos aún no era irreversible.
El 10 de marzo de 2011 manifestó su deseo de participar en las elecciones primarias de la Unidad Nacional, de la que saldría el candidato unitario que representará a esta alianza opositora en las elecciones presidenciales de 2012. El 2 de noviembre de 2011 declinó su candidatura por no recaudar los fondos necesarios para participar en las elecciones primarias de la MUD. El 11 de noviembre de 2020 la exmagistrada apoyó a la continuidad de la Asamblea Nacional después del 5 de enero de 2021 sostenida en los artículos 333 y 350 de la Constitución.

“El Bloque Constitucional ha considerado exhortar a la AN para que preserve la legitimidad de la AN y del presidente (E), ante la fraudulenta elección el 6 de diciembre de 277 personas que no serán diputados.” “Consolidar la Asamblea Nacional lo que nos va a permitir es fortalecer el liderazgo interno y mostrarle al mundo que estamos unificados en un solo objetivo y una misma línea de acción: el cese de la usurpación”
Cecilia Sosa